# Río Gran Ruaha
El río Gran Ruaha es un importante río surafricano, un afluente del río Rufiji que discurre por el centro sur de Tanzania. Tiene una longitud de unos 475 km, drena una cuenca de unos 84 000 km², y tiene un caudal de 140 m³/s (un 22%  del Rufiji). En su curso atraviesa las tierras húmedas de Usangu y del parque nacional Ruaha. Aguas arriba del embalse de Mtera la cuenca tiene una extensión de 68 000 km².

## Geografía
El río Gran Ruahanace en las montañas Kipengere (también conocidas como montañas Livingstone), en el sudoeste de Tanzania y en el extremo norte del lago Malawi. Desde aquí, el río desciende a las llanuras de Usangu, una región importante por su agricultura de irrigación y la ganadería en Tanzania. A continuación, el río pasa marcando el límite sudoriental del parque nacional Ruaha y llena el embalse de Mtera, desde donde gira hacia el sudeste, atraviesa el distrito de Morogoro, entre las montañas Rubeho y Udzungwa, donde llena el embalse de Kidatu, que proporciona el 50% de la electricidad de Tanzania y riega una importante zona agrícola, antes de internarse en la Reserva de caza Selous, donde se une al río Rufiji.
Los principales afluentes del Ruaha son los ríos Lukosi, Yovi, Kitete, Sanje, Pequeño Ruaha, Kisigo, Mbarali, Kimani y Chimala, mientras que entre los subafluentes destacan los ríos Umrobo, Mkoji, Lunwa, Mlomboji, Ipatagwa, Mambi y Mswiswi.
Desde la década de 1990, se han producido importantes descensos en el caudal del río. En 1993, un año seco, se quedaron sin agua secciones enteras del río. Se achacan las causas a la falta de control del regadío, sobre todo al arroz. En 2007 sucedió lo mismo. La contaminación de las aguas produjo una gran mortandad de peces en 2005, e incluso aparecieron hipopótamos muertos por las altas temperaturas del agua y la falta de oxígeno.
Más de un millón de pequeños agricultores dependen del agua del río Gran Ruaha, que carece de infraestructuras suficientes para su aprovechamiento. El periodo seco se ha extendido de las tres semanas que eran las normales anteriormente a casi tres meses por temporada. La tala de árboles en las montañas favorece la erosión, la cosecha de café ha resultado perjudicada, y la plantación de diversas especies de cipreses y eucaliptos contribuyen a la degradación de la región.

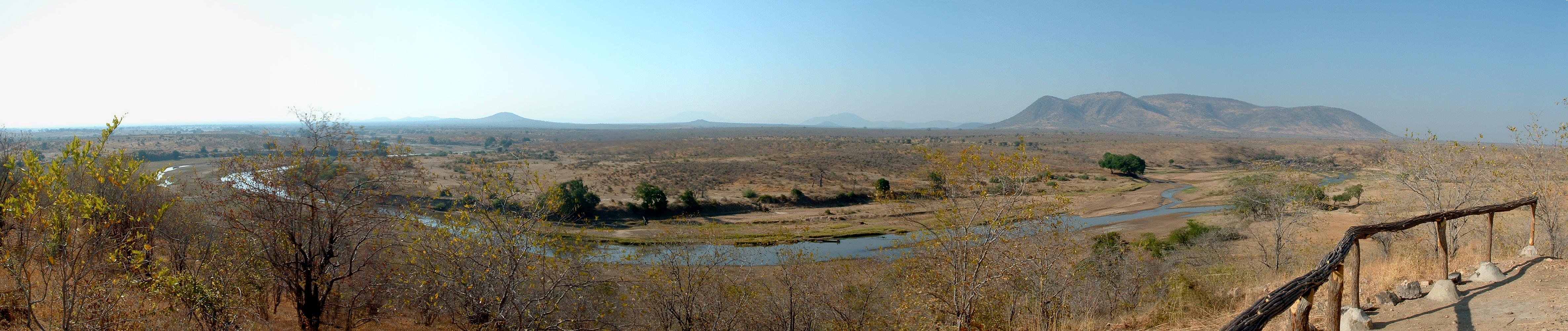
Panorama del río Gran Ruaha en el Parque nacional de Ruaha el 27 de julio de 2003.